# Theo McFarland
Theodore McFarland (* 16. října 1995 Apia) je ragbista hrající za reprezentaci Samoy a anglický klub Saracens. Jeho nejvíce preferovaný post je ve druhé řadě. 
Ragby začal hrát od roku 2016 na střední škole. Ještě v roce 2019 byl kapitánem basketbalové reprezentace Samoy. Za Samou si ragbyovou reprezentační premiéru odbyl v červenci 2021. Vyhrál s ní o rok později Pacifický pohár národů. Zúčastnil se MS 2023. Ve stejném roce se stal se Saracens vítězem anglické ligy. Má sedm sourozenců.